# Mount Holly (Vermont)
Mount Holly – miasto w Stanach Zjednoczonych, w stanie Vermont, w hrabstwie Rutland.